# Cziru tybetańskie
Cziru tybetańskie, dawniej: cziru (Pantholops hodgsonii) – gatunek koziorożca z rodziny wołowatych, jedyny przedstawiciel rodzaju cziru (Pantholops) Hodgson, 1834.

## Zasięg występowania i biotop
Cziru tybetańskie jest endemitem Wyżyny Tybetańskiej. Występuje na wysokościach 3700–6000 m n.p.m. Dawniej zasięg jego występowania rozciągał się po Nepal.

## Charakterystyka
Długość ciała (bez ogona) 100–140 cm, długość ogona 13–14 cm; masa ciała 24–42 kg. 
Przy nozdrzach występuje workowate wydęcie, które jest prawdopodobnie związane z wydawaniem głosu. Występujące tylko u samców długie, smukłe rogi z poprzecznymi zgrubieniami są wygięte w kształcie litery S. Rogi osiągają długość do 70 cm. 
Cziru tybetańskie jest gatunkiem stadnym. Liczebność i struktura stad jest zmienna – od 5 do 1000 osobników – i związana z sezonowymi wędrówkami. Samce są samotnikami dołączającymi do stad samic tylko w okresie godowym. Maksymalna długość życia cziru na wolności wynosi prawdopodobnie ok. 10–15 lat. Jest wyjątkowo płochliwy z natury. Aktywny głównie o poranku i zmroku. Wypoczywa w wykopanych przez siebie jamach głębokich na 30 cm, chroniącymi przed zimnym wiatrem. Głównymi drapieżnikami są wilki i niedźwiedzie.

## Rozmnażanie
Osiąga dojrzałość płciową po 1,5–2,5 roku. Okres godowy przypada na przełom listopada i grudnia. Samce choć nie tworzą terytoriów, gromadzą wokół siebie harem samic, którego zaciekle bronią. Wskutek zaciekłych walk wiele z nich pada od zadanych przez smukłe rogi ran. Po ciąży trwającej około 180 dni na świat przychodzi 1 czasem 2 młodych, zwykle w kwietniu lub maju. Młode wstają już po 15 minutach, a po godzinie od narodzenia są w stanie podążać za matką. Rosną wyjątkowo gwałtownie. Już po 15 miesiącach młody samiec osiąga rozmiar dorosłej samiczki. Połowa młodych ginie w okresie pierwszych dwóch miesięcy ich życia, a 2/3 – przed osiągnięciem drugiego roku życia, czyli przed osiągnięciem dojrzałości płciowej.

## Zagrożenia i ochrona
Dawniej był to gatunek bardzo liczny, nawet rzędu miliona osobników. Populacja cziru jest zagrożona na skutek utraty siedlisk oraz nielegalnych polowań. Z sierści cziru pozyskiwana jest wełna shahtoosh, charakteryzująca się wyjątkową miękkością. Wyroby z tej wełny osiągają wysokie ceny na rynkach wielu krajów. Oprócz wełny z cziru pozyskiwane są rogi i mięso. W latach 80. i 90. XX wieku liczebność spadła do 65–72,5 tys. sztuk. Dzięki skutecznej ochronie gatunku populacja cziru wzrosła, obecnie (2016) szacuje się, że żyje 100–150 tys. osobników. Cziru jest uznawane za gatunek bliski zagrożenia, w latach 2000–2016 było uznawane za gatunek zagrożony wyginięciem.
Cziru jest objęty konwencją waszyngtońską  CITES (załącznik I).